# Ryde (Sydslesvig)
 For alternative betydninger, se Ryde. (Se også artikler, som begynder med Ryde)
Ryde (dansk) eller Rüde (tysk) er en landsby beliggende omtrent 16 km sydvest for Flensborg og 16 km vest for Kappel i Angel i Sydslesvig. Lille og Store Ryde dannede i 1871 den selvstændige kommune Ryde, inden den i 2013 (sammen med Havetoftløjt og Satrup) kom under den nye Midtangel Kommune. Med under den daværende kommune hørte også Rydeskov og Mosevad. Den nuværende Midtangel Kommune hører administrativt under Slesvig-Flensborg kreds i den tyske delstat Slesvig-Holsten. I kirkelig henseende hører Ryde under Satrup Sogn. Sognet lå oprindeligt i Strukstrup Herred, dele af sognet kom dog senere under Satrup og Mårkær Herred. Ryde forblev dog altid under Strukstrup Herred, undtagen et enkelt hus i Store Ryde, som fra 1493 hørte under Mårkær Herred.
Ryde er første gang nævnt 1448 (Dipl. Flensb. I, 136). Den jyske / angeldanske udtale er Ryrre. Stednavnet er afledt glda. *rythia og oldn. rjōðr og betegner ryddet land (sml. Ryde i Munkbrarup Sogn).
Landsbyen er landbrugspræget.